# 1989年のイギリス・フォーミュラ3選手権
1989年のイギリス・フォーミュラ3選手権は、3月27日の開幕戦スラクストンから始まり、10月15日の最終戦まで全16戦で競われたイギリス・フォーミュラ3選手権の39年目のシーズン。

## 概要
タイトル争いはマールボロ・ウエストサリー・レーシングのアラン・マクニッシュと、ボウマン・レーシングのデビッド・ブラバムの2人によって争われた。この両者ともラルトのシャーシを使用した。この時点でマクニッシュはF1界にも名が知られており、ジェームス・ハントからも評価されている存在であった。この二人のチャンピオン争いは通常のモータースポーツとは違う戦いも行われた。
ブラバムは第9戦シルバーストンにて、これまで使用してきたフォルクス・ワーゲンエンジンにレギュレーション違反があるとされ失格制定を受ける。ペナルティとして18ポイントがはく奪されることになったが、これに対してチームとブラバムが法廷に不服を申し入れる。その状態でシーズンは進行され、マクニッシュはシーズン終了後チャンピオンを獲得するが、年が変わった1990年初頭の法廷審問の後、ブラバムの名誉が回復される判決が下り、はく奪されたポイントが復活。マクニッシュに対して10点差でブラバムが1989年チャンピオンの称号を与えられた。
この2人の他、後にトップカテゴリーで活躍したドライバーらが同年も多数参戦しており、ミカ・ハッキネン、デレック・ワーウィックの弟であるポール・ワーウィック、日本でも活躍した、ミカ・サロとフィリップ・アダムス、イギリスツーリングカー選手権 (BTCC) で活躍したリカルド・リデルやアラン・メニュらも参戦。田中実、ジャッキー・スチュワートの子息ポール・スチュワートも同年F3デビューした。

## チャンピオンシップ順位表
| 順位 | ドライバー                 | チーム                                                | ポイント |
| ---- | -------------------------- | ----------------------------------------------------- | -------- |
| 1    | デビッド・ブラバム         | ボウマン・レーシング                                  | 80       |
| 2    | アラン・マクニッシュ       | ウェストサリー・レーシング                            | 70       |
| 3    | デレック・ヒギンズ         | ウェストサリー・レーシング                            | 46       |
| 4    | リカルド・リデル           | エディ・ジョーダン・レーシング                        | 35       |
| 5    | スティーブ・ロバートソン   | ボウマン・レーシング                                  | 27       |
| 6    | フィリップ・アダムス       | ボウマン・レーシング                                  | 23       |
| 7    | ミカ・ハッキネン           | ドラゴン・モータースポーツ                            | 18       |
| 8    | アラン・メニュ             | Racefaxモータースポーツ                               | 16       |
| 9    | オットー・レンシング       | ポール・スチュワート・レーシング                      | 15       |
| 10   | ポール・スチュワート       | ポール・スチュワート・レーシング                      | 13       |
| 11   | ジョン・アルコーン         | Becsport                                              | 12       |
| 12   | ゲイリー・アイルズ         | ジャック・ブラバム・レーシング                        | 11       |
| 13   | ジェイソン・エリオット     | ポール・スチュワート・レーシング スワロー・レーシング | 11       |
| 14   | ミカ・サロ                 | アラン・ドッキング・レーシング                        | 10       |
| 15   | ニクラス・シェーンストロム | スワロー・レーシング                                  | 9        |
| 16   | ゲイリー・ワード           | RGSモータースポーツ                                   | 6        |
| 17   | ジュリアン・ウェストウッド | Racefaxモータースポーツ                               | 5        |
| 18   | ポール・ワーウィック       | インタースポーツ                                      | 3        |
| 19   | ジョン・エストゥピニャン   | ボーマン・レーシング                                  | 3        |
| 20   | アントニオ・シムエス       | ドーソン・オートデベロップメント                      | 3        |

### クラスB
| 位置 | 運転者                       | チーム                                                              | ポイント |
| ---- | ---------------------------- | ------------------------------------------------------------------- | -------- |
| 1    | フェルナンド・プラタ         | ボウマンレーシング                                                  | 89       |
| 2    | ワーウィック・ルックリン     | ボウマン・レーシング                                                | 68       |
| 3    | スコット・ストリングフェロー | ジム・リー・レーシング                                              | 68       |
| 4    | エディ・キンベル             | ピーター・リー・レーシング                                          | 32       |
| 5    | クレイグ・シミス             | CSエンジニアリング                                                  | 27       |
| 6    | スティーブン・ヘプワース     | 個人参戦                                                            | 25       |
| 7    | ケン・ボウズ                 | ハイテック・モータースポーツ・デベロップメント                      | 24       |
| 8    | チャド・ウェンツェル         | ハバード・レーシング                                                | 15       |
| 9    | リンドロ・ダ・シルバ         | スタート・レーシング ハイテック・モータースポーツ・デベロップメント | 10       |
| 10   | ドミニク・チャペル           | ロングリッジ・レーシング                                            | 10       |
| 11   | チャールズ・リケット         | ジム・リー・レーシング                                              | 10       |
| 12   | ダレン・ショー               | マクドナルド・レースエンジニアリング                                | 7        |
| 13   | グイド・バシーレ             | テロッポル・プロモーション                                          | 6        |
| 14   | ポール・スミス               | テックスピード・モータースポーツ                                    | 5        |
| 15   | ゲイリー・トーマス           | CSエンジニアリング                                                  | 4        |
| 16   | ロブ・ミアーズ               | クラム・モータースポーツ                                            | 4        |
| 17   | クリス・ニーダム             | ハイテック・モータースポーツ・デベロプメント                        | 3        |
| 18   | ファン・セルダ               | ロジャーカウマン・レーシング                                        | 2        |
| 19   | アラン・タロック             | ピーター・リー・レーシング                                          | 1        |
| 20   | クリス・パーキンス           | イギリス空軍モータースポーツ協会                                    | 1        |